# Roy Atwell
Roy Atwell (2 de maio de 1878 - 6 de fevereiro de 1962) foi um ator, comediante e compositor. Ele foi educado na Escola de Teatro para Sargentos, e apareceu em 34 filmes entre 1914 e 1947. Ele é, provavelmente, famoso por sua performance vocal como Mestre, o líder dos anões de Branca de Neve e os Sete Anões. Bem como o seu trabalho no cinema, ele apareceu em várias produções da Broadway, incluindo The Little Missus, The Mimic World, The Firefly e How's Your Health?. Ele era um membro da San Carlo Opera Company de Fortune Gallo, e se juntou a ASCAP em 1957. Ele compôs a canção popular Some Little Bug is Going to Find You. Ele foi casado três vezes, com Ethel Smith (1916-1936), Blanche West (1907-?) e Dorothy Young (?-1916). Roy Atwell, filho de Joseph Addison Atwell, é um descendente direto de Joseph Atwell, um soldado da guerra revolucionária.

## Filmografia
- 1947: Where There's Life (Vendedor)
- 1946: Gentleman Joe Palooka
- 1946: People Are Funny (Sr. Pippensiegal)
- 1942: The Fleet's In (Arthur Sidney)
- 1937: Branca de Neve e os Sete Anões (Mestre)
- 1937: Behind the Mike (Vale)
- 1937: Varsity Show (Prof. Washburn)
- 1936: The Harvester (Jake Eben)
- 1933: Crashing the Gate
- 1926: The Outsider (Jerry Sidon)
- 1923: Souls for Sale (Arthur Tirrey)
- 1922: Red Hot Romance (Jim Conwell)
- 1922: Don't Get Personal (Horace Kane)
- 1922: Grand Larceny (Harkness Boyd)
- 1922: South of Suva (Marmaduke Grubb)
- 1922: The Heart Specialist